# Hervé Piccirillo
Pour les articles homonymes, voir Piccirillo.
Hervé Piccirillo est un arbitre français de football né le 6 mars 1967 à Martigues. Il a été nommé arbitre de la fédération en 1990 après avoir commencé à arbitrer à l'âge de 15 ans. 
Il dirige des rencontres des championnats professionnels à partir de 1995 (D2) avant de débuter en D1 en 1999 avec le match opposant Sedan à Nancy le 6 août.  
Il est nommé arbitre international en 2005 par la FIFA sur proposition de la FFF.  
À partir de 2006, il participe  à la réflexion mise en place entre la Fédération Française de Football, la Ligue du Football Professionnel et les arbitres visant à améliorer des conditions d'activité des arbitres évoluant dans les championnats professionnels. 
Cette réflexion a mené à l'élaboration d'une charte de progrès pour les arbitres en contrepartie d'une meilleure valorisation globale de la fonction. Elle a conduit notamment à la création du syndicat des arbitres de football d'élite (SAFE).
En 2007, il est désigné par la FFF pour diriger la finale de la coupe de la ligue opposant Lyon à Bordeaux avec MM. Christian Thoison, David Benech en qualité d'arbitres assistants et Frédy Fautrel comme 4e arbitre. 
Début 2011, il décide de ne plus poursuivre sa carrière internationale afin de contribuer à la politique de la FFF de rajeunissement des arbitres internationaux.  
Pour sa dernière année parmi l'élite, en 2012 il se voit confier la finale de la Coupe de France qui oppose Quevilly à Lyon avec MM. David Benech, Fredji Harchay (assistants) et Bartolomeu Varela (4e arbitre). 
Il termine sa carrière sportive le 3 mai 2012 sur la rencontre de ligue 1 opposant Dijon à Auxerre.  
Depuis, il exerce les fonctions d'observateurs des arbitres de la ligue 1 et participe à des actions de formation au profit de la ligue de Paris Ile de France et du district des Yvelines.  
Il est aussi Commissaire colonel dans le corps des commissaires des armées ayant été recruté en 1990 sur concours en tant qu'officier dans les corps des commissaires de l'air.
Depuis le 17 mars 2014, il a pris les fonctions de commissaire aux sports militaires, commandant du centre national des sports de la défense (CNSD) et délégué départemental de Seine et Marne.

## Matches arbitrés et statistiques
Nombre de matchs arbitrés et cartons distribués